# Lamgeu Baro
Lamgeu Baro is een bestuurslaag in het regentschap Aceh Besar van de provincie Atjeh, Indonesië. Lamgeu Baro telt 345 inwoners (volkstelling 2010).